# La domenica della vita
La domenica della vita (Le Dimanche de la vie) è un romanzo di Raymond Queneau del 1952.
Nel 1967 il libro è stato trasposto in un film di Jean Herman, con Danielle Darrieux nel ruolo della protagonista.

## Trama
1936. Julia, una merciaia di provincia si invaghisce di Valentin Brû, un soldato di seconda classe molto più giovane di lei, solito passare davanti alla vetrina del suo negozio all'ora di pranzo. Con l'aiuto della sorella Chantal, riesce a scoprire l'identità del soldato con l'obiettivo di sposarlo. Entrambi si spostano a Parigi, dove Valentin, dopo essere stato in viaggio di nozze da solo, si prende cura del negozio di quadri della madre di Julia, che nel frattempo è morta. All'insaputa del marito, Julia diventa cartomante. 
Valentin sente i segni premonitori di quella che sarà la seconda guerra mondiale. Gli affari del suo negozio, mai stati brillanti anche a causa del suo carattere semplice e generoso, vanno ancora peggio. Julia si ammala, e chiede a Valentin di sostituirla come cartomante. Valentin, dopo un po' di indecisione, accetta e si accorge di essere portato a prevedere il futuro. Valentin riceve la cartolina che lo richiama nell'esercito, ed è costretto a partire, ma si ritrova in un plotone dimenticato dal resto dell'armata. Ciò nonostante, vengono fatti prigionieri dai tedeschi. Il romanzo si conclude con Julia che lo ritrova mentre, di nuovo in libertà, sta prendendo un treno per tornare a Parigi.

## Edizioni italiane
- La domenica della vita, traduzione di Anita e Luigi Compagnone, Collezione La Gaja Scienza n.91, Milano, Longanesi, 1954,  p. 269.
- La domenica della vita, traduzione di Giuseppe Guglielmi, Collana Supercoralli, Torino, Einaudi, 1987,  pp. IV-198, ISBN 978-88-065-9413-8. - Prefazione di Giacomo Magrini, Collana Einaudi Tascabili n.462, Torino, Einaudi, 1997, ISBN 978-88-061-4459-3; Collana ET Scrittori, Einaudi, 2006, ISBN 978-88-061-8046-1; postfazione di Giacomo Magrini, Collana Letture n.18, Einaudi, 2009, ISBN 978-88-061-9858-9.
- in  Romanzi, a cura di Giacomo Magrini, Biblioteca della Pléiade, Torino, Einaudi-Gallimard, 1992, ISBN 978-88-446-0003-7.